# Anoteropsis ralphi
Espèce
Synonymes
- Lycosa ralphi Simon, 1905
- Lycosa turbida Simon, 1905
- Lycosa retiruga Simon, 1905

Anoteropsis ralphi est une espèce d'araignées aranéomorphes de la famille des Lycosidae.

## Distribution
Cette espèce est endémique des îles Chatham en Nouvelle-Zélande.

## Description
Le mâle décrit par Vink en 2002 mesure 7,6 mm et la femelle 7,7 mm.

## Publication originale
- Simon, 1905 : Arachnides des îles Chatham. (Ergebnisse einer Reise nach dem Pacific. Schauinsland 1896-1897). Zoologische Jahrbücher. Abteilung für Systematik, Geographie und Biologie der Tiere, vol. 21, p. 415-424 (texte intégral).